# Michele Ciliberto
Michele Ciliberto (Napoli, 16 luglio 1945) è un filosofo e storico della filosofia italiano, considerato uno dei massimi esperti del pensiero di Giordano Bruno.

## Biografia
Nato a Napoli nel 1945, si è formato alla Facoltà di Lettere e Filosofia dell'Università di Firenze ed è stato allievo di Eugenio Garin, con cui si è laureato nel 1968 discutendo una tesi sulla fortuna di Niccolò Machiavelli. Dopo la laurea ha lavorato per alcuni anni come borsista presso il Lessico Intellettuale Europeo, diretto da Tullio Gregory, per il quale ha preparato il Lessico di Giordano Bruno edito nel 1979. Nominato nel 1971 assistente alla cattedra di Storia della filosofia della Facoltà di Lettere dell'Università di Firenze tenuta da Eugenio Garin e da Paolo Rossi, ha insegnato a vario titolo prima nella stessa Università, poi in quelle di Trieste e di Pisa, dove ha diretto, dal 1996 al 2002, il Dipartimento di Filosofia. Dal 2002 al 2015 ha insegnato Storia della filosofia moderna e contemporanea alla Scuola Normale Superiore di Pisa. Nella Scuola Normale ha ricoperto vari incarichi tra cui la presidenza della Classe di Lettere e Filosofia, la direzione del Centro di Filosofia, la presidenza delle Edizioni della Normale. Dal 1996 è Presidente dell'Istituto Nazionale di Studi sul Rinascimento di Firenze. Dal 1998 è presidente di IRIS – Associazione di Biblioteche Storico-Artistiche e Umanistiche di Firenze. È stato presidente dei Comitati nazionali per le celebrazioni di Giordano Bruno, Marsilio Ficino, Benedetto Varchi, Giovanni Della Casa e Lodovico Castelvetro.
Ha fatto parte del Consiglio Nazionale per i Beni culturali, fa parte del comitato direttivo del Dizionario Biografico degli Italiani e del consiglio scientifico dell’Istituto dell’Enciclopedia italiana; è membro dell’Advisory Committee della Tatti Renaissance Library della Harvard University e del comitato dei garanti della Fondazione Gramsci. È direttore scientifico dell’edizione delle opere latine di Giordano Bruno per la casa editrice Adelphi e ha coordinato l’enciclopedia Giordano Bruno. Parole, concetti, immagini e i volumi Il contributo italiano alla storia del pensiero. Filosofia e Croce e Gentile. La cultura italiana e l’Europa per l’Istituto dell’Enciclopedia Italiana. Dirige la rivista Rinascimento, oltre a far parte del comitato scientifico della Rivista di storia della filosofia, del Giornale critico della filosofia italiana, degli Annali della Scuola Normale Superiore di Pisa, Classe di Lettere, di Dianoia, di Philosophia e di Studi storici. È socio nazionale dell’Accademia dei Lincei.

## Pensiero
Al centro dell’attività scientifica di Michele Ciliberto sono tre problemi: 
- la filosofia del Rinascimento con speciale attenzione all’opera e alle figure di Giordano Bruno[1] – al quale ha dedicato molti lavori – e di Niccolò Machiavelli;
- la filosofia contemporanea, in modo particolare la ‘tradizione’ italiana (Gramsci, Croce, Gentile, Cantimori, Garin);
- la filosofia politica e in maniera specifica la crisi della democrazia rappresentativa.

## Opere
- Il Rinascimento. Storia di un dibattito, Firenze, La Nuova Italia, 1975. ISBN 8822104749
- Intellettuali e fascismo. Saggio su Delio Cantimori, Bari, De Donato, 1977.
- Lessico di Giordano Bruno, Roma, Edizioni dell'Ateneo & Bizzarri, 1979, 2 voll. ISBN 9788822228468
- Come lavorava Gramsci. Varianti vichiane, Livorno, 1980.
- Filosofia e politica nel Novecento italiano. Da Labriola a «Società», Bari, De Donato, 1982.
- La ruota del tempo. Interpretazione di Giordano Bruno, Roma, Editori Riuniti, 1986, 2000.
- Giordano Bruno, Roma-Bari, Laterza, 1990, 2000.
- Introduzione a Bruno, Roma-Bari, Laterza, 1996, 2000.
- Umbra profunda. Studi su Giordano Bruno, Roma, Edizioni di Storia e Letteratura, 1999. ISBN 978-88-8711-443-0
- Figure in chiaroscuro. Filosofia e storiografia nel Novecento, Roma, Edizioni di Storia e Letteratura, 2001. ISBN 88-2225-129-6
- Il dialogo recitato. Preliminari a una nuova edizione del Bruno volgare, Firenze, Olschki, 2002 (con N. Tirinnanzi).
- L'occhio di Atteone. Nuovi studi su Giordano Bruno, Roma, Edizioni di Storia e Letteratura, 2002, 2004. ISBN 88--8498-039-9
- Pensare per contrari. Disincanto e utopia nel Rinascimento, Roma, Edizioni di Storia e Letteratura, 2005. ISBN 978-88-8498-264-3
- Giordano Bruno. Il teatro della vita, Milano, Mondadori, 2007, 2008. ISBN 978-88-4207-337-6
- Biblioteca laica. Il pensiero libero dell'Italia moderna, Roma-Bari, Laterza 2008. ISBN 978-88-4209-982-6
- La democrazia dispotica, Roma-Bari, Laterza 2010. ISBN 978-88-4209-464-7
- Eugenio Garin. Un intellettuale nel Novecento, Roma-Bari, Laterza 2011. ISBN 978-88-4209-709-9
- Giordano Bruno. Parole concetti immagini, a cura di M. Ciliberto, 3 voll., Edizioni della Normale, Pisa 2014. ISBN 978-88-7642-479-3
- Croce e Gentile. La cultura italiana e l'Europa, (direzione) Istituto dell'Enciclopedia italiana Treccani, 2016.
- Rinascimento, Pisa, Edizioni della Normale 2016. ISBN 978-88-7642-563-9
- Il nuovo Umanesimo, Roma-Bari, Laterza, 2017. ISBN 978-88-5812-738-4
- Niccolò Machiavelli. Ragione e pazzia, Roma-Bari, Laterza, 2019. ISBN 978-88-5813-417-7
- Il sapiente furore. Vita di Giordano Bruno, Collana gli Adelphi n.589, Milano, Adelphi, 2020, ISBN 978-88-459-3483-4.
- Croce e Gentile. Biografia, filosofia Pisa, Edizioni della Normale, 2021. ISBN 978-88-7642-704-6
- Shakespeare. Il male, il potere, la magia. Pisa, Edizioni della Normale, 2022. ISBN 978-88-7642-710-7